# پندیمتالین
پندیمتالین (به انگلیسی: Pendimethalin) یک ترکیب شیمیایی با شناسه پاب‌کم ۳۸۴۷۹ است. 